# Cesare Bertea (ingegnere)
Cesare Bertea (Torino, 23 giugno 1866 – Torino, 18 gennaio 1941) è stato un ingegnere italiano.

## Biografia
Figlio maggiore del pittore paesaggista Ernesto Bertea e di Eleonora Vicino, frequentò prima il Liceo Classico e poi la Scuola di Applicazione per Ingegneri di Torino, conseguendo nel 1889 la laurea in ingegneria civile.
Nel 1891 iniziò a lavorare come ingegnere presso l'Ufficio Regionale per la Conservazione dei Monumenti del Piemonte e della Liguria (la futura Soprintendenza ai Monumenti dei Piemonte e della Liguria), allora diretta dal pittore e architetto Alfredo d'Andrade.
Durante gli anni di lavoro alla Soprintendenza curò moltissimi lavori di restauro e consolidamento in Piemonte, Liguria e Valle d'Aosta. Tra di essi l'Abbazia di Sant'Antonio di Ranverso, la chiesa di San Giovanni di Saluzzo, il castello di Fénis in Valle d'Aosta, la Porta Palatina, Palazzo Madama e il Duomo di Torino.